# 華氏911
『華氏911』（かしきゅういちいち、原題: Fahrenheit 9/11）は、映画監督マイケル・ムーアが2004年に発表した、アメリカ同時多発テロ事件へのジョージ・W・ブッシュ政権の対応を批判する内容を含むドキュメンタリー映画。

## 概要
2001年9月11日のアメリカ同時多発テロ事件をめぐり、ブッシュ大統領とビンラディン家やバンダル・ビン・スルターンを含むサウジアラビア王室や、イラク戦争を主導したドナルド・ラムズフェルド国防長官とイラクの独裁者サッダーム・フセインの密接な関係を描き、ブッシュ政権を批判する内容となっている。ムーアはザ・フーの曲「無法の世界」をクレジットタイトルで流そうと考えていたが、作者のピート・タウンゼントに拒否され、最終的にはニール・ヤングの「ロッキン・イン・ザ・フリー・ワールド」を使用した。
2004年5月17日、第57回カンヌ国際映画祭のコンペティション部門で上映され、同年5月22日夜（日本時間5月23日未明）最高賞パルム・ドールを受賞。上映直後にはスタンディング・オベーションが25分間続いた。
配給元の映画会社・ミラマックス社の親会社ウォルト・ディズニー・カンパニーは、政治的影響を懸念してミラマックスに配給拒否を指示。ディズニーは共和党支持者のウォルト・ディズニーが創設した上に、ブッシュ大統領の弟ジェブ・ブッシュが知事を務めるフロリダ州に位置するウォルト・ディズニー・ワールド・リゾートは税制優遇措置を受けているため、配給禁止は優遇措置がこの映画によって損なわれることを懸念したためだろうと報じられ、ディズニー側はこれを否定しながらも、「会社の利益を損なう映画の配給を止める権利がある」ともコメントした。
その後ディズニーはミラマックスの創業者ワインスタイン兄弟に配給権を推定約600万ドル（約6億6000万円）で売却し、映画はライオン・ゲート・エンターテインメントとIFCフィルムズの配給で2004年6月25日の全米劇場公開が決まった。日本では2004年夏にギャガ・コミュニケーションズ（現・ギャガ）の配給で東京・恵比寿ガーデンシネマ、大阪・梅田ガーデンシネマほか、全国で公開された。
監督のマイケル・ムーアはこの作品について、「この映画はブッシュ氏批判ではなく、9・11後に起きた、より大きな問題を考えるのが目的」と記者会見で語った。
2004年6月11日、ロイター通信社のインタビューに応じ、次回作にはイギリス首相のトニー・ブレアを検討していると語った。理由として、「イラク戦争に関しては、ブッシュ大統領より、ブレア首相の方が責任が重い。それは、ブレア首相は（ブッシュ大統領のように）馬鹿ではないし、知識もあるからだ」と述べ、この発言は多数のニュースサイトに掲載された。その後、公式ウェブサイト上で6月13日夜（日本時間6月14日）、「トニー、怖がらせてごめん、あれはジョークだった」と題する文章を発表し、インタビューでの発言はジョークだったことを明らかにした。
北アメリカで約1億2千万USドル、全世界で2億2千万USドルの興行収入を記録し、ドキュメンタリー映画としては過去最高の興行収入となった。
映画内ではイラクの大量破壊兵器保有について疑問を投げかけていたが、その後2005年12月14日、ワシントンD.C.市内における講演にてブッシュ大統領は「イラク戦争開戦以前にイラク国内に大量破壊兵器があったという情報は誤りだった」との声明を発表した。（ごく少数ながら化学兵器による被害はあったが、それはアメリカが想定していた大量破壊兵器とは全く異なるものであり、少なくともムーアの仮説が正しいことは証明されることになった。）
米国内では、主に反マイケル・ムーア派の他者による情報の取捨選択がなされた「編集版」なども存在しており、流通している。

## 反響

### 反論本
本作品およびその他のムーア作品（映画や著作）に対し、「作為的な編集がされている」「扇動的」「ヤラセ」などの批判も出ており、アメリカではムーアに対する反論本も出版された（邦題『アホでマヌケなマイケル・ムーア』、白夜書房:2004年）。
映画では、「ブッシュ大統領は大量破壊兵器がイラクになかったのを知っていたのに国民に嘘をついて開戦した」という問題を事実として描いているが、この可能性は論争の的ではあっても「事実」としては認められていない。例えば、この議論に関して911委員会はこの可能性を否定している。
社会学者の宮台真司も『サブカル「真」論』（ウェイツ:2005年）において、「この映画はムーア支持者や民主党支持者といった「反ブッシュ」の溜飲を下げるためのもので、ブッシュ支持者を巻き込む作りにはなっていない」と批判。さらに、「『ブッシュの悪』で『アメリカの悪』が覆い隠されてしまう可能性が危惧された」と述べている。

### 大統領選挙への影響
2004年アメリカ合衆国大統領選挙前に映画が公開された事もあり、大統領選挙への影響に注目が上がったが、実際には影響はほとんど無かった。選挙民は固定票が多く、流動する票は少なかった。

### タイトル
タイトルは、思想統制のための焚書を描いたレイ・ブラッドベリのSF小説『華氏451度』および、その映画化作品『華氏451』（フランソワ・トリュフォー監督）にちなんでつけられた。これについて、ブラッドベリは「了解もなしに、数字だけを変えて題名を使った」、「恐ろしい人間だ」などとムーアを非難し、映画の内容についても「わたしの意見とは何の関係もない」と語っている。ムーア側は『華氏451度』に敬意を表して映画タイトルに使用したと発言している。前記のとおりブラッドベリが明確に不快感を示していたにもかかわらず、後の映画作品に『華氏119』というタイトルをつけた。
日本版でこの映画に「それは自由が燃える温度」というキャッチフレーズがつけられたのは『華氏451度』においてそのタイトルが、本が自然発火する温度にちなんでつけられたことに由来する。

### ラジー賞
ゴールデンラズベリー賞でブッシュの「最低主演男優賞」、ラムズフェルドの「最低助演男優賞」など5部門にノミネートされ、うち4部門を受賞した。これは、ラジー賞方式の映画自体に対する賛美とブッシュ政権への批判である。

### イランの反応
イランでは文化の違いなどによりハリウッド映画に対して自主規制が行われることが多いが、本作はノーカットで上映された。

## キャスト
- マイケル・ムーア（日本語吹替：江原正士）
- ジョージ・W・ブッシュ（日本語吹替：田原アルノ）
- C・アシュリー（日本語吹替：根本圭子）